# Poecilonota montana
Poecilonota montana är en skalbaggsart som beskrevs av Chamberlin 1922. Poecilonota montana ingår i släktet Poecilonota och familjen praktbaggar. Inga underarter finns listade i Catalogue of Life.